# Стјепан I Трпимировић
Стјепан (или Стефан) I (око 988—1058) је био хрватски краљ (1035—1058).
Наставио је напоре своја оца Крешимира III да ојача краљевску власт, поврати раније изгубљене далматинске градове и ојача економску, војну и поличтику моћ Хрватске. Због тога је долазио у сукоб са Византијом и Венецијом. У тој борби, Стјепан се краће време, у почетку своје владавине, ослањао на Угарску; истовремено, успоставио је дипломатске везе и са Карантанијом. На почетку владаине изгубио је Задар и Сплит, које му је узела Византија, али их је после неколико година повратио. У наметнутом шестогодишњем рату са Венецијом (1044—1050) водио је скоро непрекидне борбе око Задра, Осоа, Раба и Крка. Задар је пао у млетачке руке тек 1050. године, а нешто касније Неретљанска област ушла је привремено у састав хрватске државе. Стјепан је посветио посебну пажњу развитку хрватске морнарице.
За време Стјепана I многе мање жупе укинуте су и од њих су створене територијално веће јединице, а велики број жупанијских градова претворен је у краљевске тврђаве с краљевом војском под командом жупана. Тако је Стјепан успео да оствари део свог плана и знатно ојача централну ласт, што је било од великог значаја за даљи развитак хрватске државе.

## Породично стабло
|  |                          |  |  |  |  |  |  |  |  |  |  |  |  |  |  |  |
|  | 2. Крешимир III          |  |  |  |  |  |  |  |  |  |  |  |  |  |  |  |
|  |                          |  |  |  |  |  |  |  |  |  |  |  |  |  |  |  |
|  |                          |  |  |  |  |  |  |  |  |  |  |  |  |  |  |  |
|  | 1. Стјепан I Трпимировић |  |  |  |  |  |  |  |  |  |  |  |  |  |  |  |
|  |                          |  |  |  |  |  |  |  |  |  |  |  |  |  |  |  |
|  |                          |  |  |  |  |  |  |  |  |  |  |  |  |  |  |  |
|  | 3. /                     |  |  |  |  |  |  |  |  |  |  |  |  |  |  |  |
|  |                          |  |  |  |  |  |  |  |  |  |  |  |  |  |  |  |
|  |                          |  |  |  |  |  |  |  |  |  |  |  |  |  |  |  |